# Lancelot Holland
Lancelot Ernest Holland CB RN (3 de setembre de 1887 – 24 de maig de 1941) va ser un almirall britànic durant la Segona Guerra Mundial, que comandà la flota britànica en la batalla de l'Estret de Dinamarca al maig de 1941 contra el cuirassat alemany Bismarck. Holland va morir durant el combat.

## Inicis
Holand va ser un dels set fills (Lancelot, Cecil, Aubrey, Gerald, John i Tom, i una germana, Enid) d'un empresari cerveser, Hunt and Edmonds. Va créixer a la zona de Banbury, Oxfordshire, Anglaterra. Ingressà a la Royal Navy el 15 de maig de 1902. El setembre del 1903 abandonà el HMS Britannia, dirigint-se a l'Estació de la Xina per unir-se al HMS Eclipse. Serví a l'Extrem Orient fins a l'agost de 1905, la darrera part d'aquesta època a bord del HMS Hampshire.
De tornada a Anglaterra, va servir una breu temporada durant l'estiu de 1908 a l'Almirallat en tasques d'inspecció a bord del HMS Research. Però el servei d'inspecció no resultà el fort de Holland i 3 anys després, el 14 de setembre de 1911, el jove tinent Holland anà al HMS Excellent, la Reial Acadèmia Naval d'Artilleria de Whale Island, Portsmouth per començar el "Curs Llarg" que el qualificaria com a Tinent d'Artilleria (Lieutenant (G)).
Després de qualificar-se com a especialista d'artilleria i de seguir el curs avançat d'artilleria a Greenwich, Holland passà la I Guerra Mundial dedicat a tasques docents a bord del HMS Excellent. El 31 de desembre de 1919 va ser promogut a Comandant i el 30 de juny de 1926 a Capità.
Entre maig de 1929 i febrer de 1931, Holland va ser capità de bandera del 2n esquadró de creuers, a bord del HMS Hawkins. Des de maig de 1931 i fins a setembre de 1932, Holland encapçalà la Missió Naval Britànica a Grècia. Durant aquest comandament va ser fet Comandant de l'Orde del Redemptor. Com a contraalmirall va ser capità de bandera a bord del cuirassat HMS Revenge entre juliol de 1934 fins al juliol de 1935.

## Oficial Superior
Després un 1937 servint com ADC naval del Rei Jordi VI, va ser promogut a vicealmirall, comandant el 2n Esquadró de Batalla de la Flota de l'Atlàntic entre gener de 1938 i agost de 1939, hissant el seu estendard al HMS Resolution. Posteriorment serví com a representant de l'Almirallat al Ministeri de l'Aire.

## Segona Guerra Mundial
Des de juliol de 1940, Holland comandà el 7è Esquadró de Creuers, servint a la Mediterrània. Durant el transcurs d'aquest comandament dirigí els seus creuers durant la batalla del Cap Spartivento el 27 de novembre de 1940.
En aquells moments, Holland era un especialista d'artilleria. L'1 d'agost de 1940 va ser promogut a Vicealmirall.

### L'Atlàntic Nord i Nemesis
El nou destí de Holland va ser el comandament de l'Esquadró de Creuers de Batalla. El Regne Unit només disposava de 3 d'aquests vaixell. Tots tres eren vaixells capitans construïts per aprofitar la seva velocitat, i no estaven tan blindats com els cuirassats. Eren especialment vulnerables que les salves enemigues penetressin els seus ponts i fessin explotar els seus magatzems de munició. Eren un concepte de l'Almirall John Fisher d'abans de la I Guerra Mundial. El pensament naval convencional a les dècades de 1920 i 1930 era que el creuer de batalla estava dissenyat per atacar els pirates dels comerç, com els cuirassats de butxaca alemanys, uns vaixells massa poderosos per a un creuer i massa ràpids per a un cuirassat. El HMS Hood va ser el darrer creuer de batalla construït per la Royal Navy.
Cap cuirassat britànic era suficientment veloç per caçar el nou cuirassat alemany, el Bismarck, llavors el més poderós del món. La missió del Bismarck era evadir l'acció contra els vaixells de guerra i dirigir-se a mar obert per atacar els combois. El Hood era necessari per aturar-lo. La Royal Navy era conscient que calia reconstruir el Hood per reforçar les seves cobertes per tal de protegir uns magatzems massa vulnerables; però el 1938, davant l'amenaça de la guerra, l'Almirallat va considerar com a massa arriscat retirar-lo del servei actiu. Així doncs, la Gran Bretanya només disposava de 3 creuers de batalla per fer front als 3 cuirassats de butxaca alemanys.
Holland tenia 53 anys. Era baix, amb bon aspecte i amb el cabell pràcticament tot blanc. Era tímid, encara que intel·ligent, cultivat, capaç i molt ambiciós.
Al maig de 1941, el nou cuirassat alemany Bismarck intentà sortir a l'Atlàntic Nord, acompanyat pel creuer pesat Prinz Eugen. La seva missió era atacar els combois aliats. Holland hissà el seu estendard al Hood, que anava acompanyat pel nou cuirassat HMS Prince of Wales, que portava 10 canons de 14" davant dels 8 canons de 8" del Hood i del Bismarck. El 22 de maig, just després de mitjanit, el Hood i el Prince Of Wales, escortats pel Electra, el Achates, el Antelope, el Anthony, el Echo i el Icarus, salparen per cobrir les aproximacions nord. El Prince of Wales no havia tingut temps de completar l'entrenament de la seva nova tripulació, i va haver d'entrar en servei amb els representants del constructor encara a bord. La intenció era que carreguessin combustible a Hvalfjord (Islàndia) i tornessin a l'estret de Dinamarca. Al vespre del 23 de maig, el temps empitjorà. A les 20:55, l'almirall Holland ordenà als destructors "Si no són capaços de mantenir la velocitat hauré de continuar sense vostès. Hauran de seguir-nos a la seva millor velocitat". A les 02:15 del matí del 24 de maig, els destructors van rebre ordres de dispersar-se en intervals de 15 milles per buscar al nord.
Cap a les 05:35, les forces alemanyes van albirar els vaixells britànics. En la posterior batalla de l'estret de Dinamarca, el Hood va explotar com a resultat de l'explosió d'un magatzem de munició després de només sis minuts de combat a les 06:01, morint tots els seus tripulants excepte 3 membres. El Prince of Wales aconseguí escapar amb danys diversos, incloent un impacte al seu pont que ocasionà la mort de la majoria dels seus oficials. Una de les salves del Prince of Wales danyà els tancs de combustible del Bismarck, obligant-lo a dirigir-se cap a França.

## Família
L'Almirall Holland estava casat amb Phyllis Holland, de Mayfair, Londres, i tenia un fill, John. Encara que jove, John estava excepcionalment dotat per l'art i era un prolífic pintor i poeta. Va morir de pòlio el 1935, amb 18 anys. La seva mort afectà els Holland profundament. Van donar un porxo en memòria de John a l'església de St John the Baptist de Boldre, New Forest, Hampshire. També van publicar un llibre amb els poemes i les pintures de John. Posteriorment es dedicà una Capella Memorial del Hood, on se celebra un memorial anual en record de l'almirall Holland i la tripulació del Hood.

## Promocions i condecoracions

### Dates de promoció
Vicealmirall - 01-08-1940
 Contraalmirall - 11-01-1938
 Comodor - 17-02-1936
 Capità - 30-06-1926
 Comandant - 31-12-1919
 Tinent Comandant - 15-11-1915
 Tinent - 15-11-1907
 Sotstinent - 15-11-1906

### Condecoracions
Company de l'Orde del Bany - 2-1-1939
 Menció als Despatxos - 14-10-1941 (a títol pòstum)
 Estrella de 1914-15
 Medalla Britànica de la Guerra 1914-20
 Medalla de la Victòria 1914-1918
 Comandant de l'Orde del Redemptor (Grècia) - 21-11-1932